# Symfonie nr. 3 (Gillis)
Don Gillis componeerde zijn Symfonie nr. 3: A Symphony for Free Men in 1942. Deze symfonie leverde voor de componist de nodige problemen op.
Het is een neoclassicistische symfonie en kwam tussen wal en schip terecht. Aan de ene kant stonden de liefhebbers en recensenten, die de muziek niet modern genoeg vonden; aan de andere kant de liefhebbers en recensenten die de symfonie niet klassiek genoeg vonden. De originele première was gepland in 1942 door het Fort Worth Symfonieorkest, maar ging niet door. De première werd in 1945 verzorgd door Howard Hanson met zijn Eastman-Rochester Symphony Orchestra in een concert met andere Amerikaanse muziek. Toen de première was geweest wilde de componist nog wel wijzigingen aanbrengen, maar kreeg het te druk met nieuwe composities en niemand zat nog te wachten op een “oorlogssymfonie”. En ook Gillis wilde verder. Een eerste plaatopname vond pas plaats in 2006.
In de symfonie straalt tegen een achtergrond van sombere klanken de optimistische visie van de componist door; een terugkerend thema in het koper zit verweven in de drie delen:”
1. very slowly; moderato; fast
2. Slowly;
3. Quite fast; slowly – plaintively: fast.

## Bron en discografie
- Uitgave Albany Records; Sinfonia Varsovia o.l.v. Ian Hobson